# Риу-ди-Моиньюш (Абрантиш)
Риу-де-Моиньюш (порт. Rio de Moinhos) — район (фрегезия) в Португалии, входит в округ Сантарен. Является составной частью муниципалитета Абрантеш. По старому административному делению входил в провинцию Рибатежу. Входит в экономико-статистический субрегион Медиу-Тежу, который входит в Центральный регион. Население составляет 1388 человек на 2001 год. Занимает площадь 20,06 км².
Покровителем района считается Евфимия Всехвальная (порт. Santa Eufémia).